# Copa da Escócia de 2004–05
A Copa da Escócia de 2004-05 foi a 120º edição do torneio mais antigo do futebol da Escócia. O campeão foi o Celtic F.C., que conquistou seu 33º título na história da competição ao vencer a final contra o Dundee United F.C., pelo placar de 1 a 0.

## Premiação
| Copa da Escócia de 2004-05       |
| Escócia                          |
| -------------------------------- |
| Celtic F.C. Campeão (33º título) |